# Illiturgis
Illiturgis fou una ciutat de la Bètica esmentada també com Iliturgis, Iliturgi, Ilurgia, Ilourgeia i Ilourgis. Era al nord del riu Betis (el Guadalquivir) a la via de Còrdova a Castulo.
Es va entregar als romans a la Segona Guerra Púnica junt amb Castulo i Mentesa, i fou assetjada per dues vegades pels cartaginesos (214 aC i 211 aC), però els dos foren aixecats, però a la caiguda dels Escipions, Illiturgis i Castulo es van revoltar a favor dels cartaginesos i van matar als romans que hi havia a les ciutats.
Publi Corneli Escipió va prendre revenja per aquestos fets el 206 aC i la ciutat fou assaltada i cremada amb els seus habitants; però deu anys després tornava a estar revoltada i els romans la van tornar a assetjar i conquerir i van matar tots els seus habitants mascles adults (196 aC).
Fou refundada per Tiberi Semproni Grac III, i sota l'Imperi Romà fou una ciutat considerable que va portar el nom de Forum Julium. La zona segons la tradició fou cristianitzada per Sant Eufrasi.
Illiturgis era a l'actual Mengíbar, a la rodalia de la moderna Andújar (entre Andujar i Bailén).